# Sipalino
Sipalino (biał. Сіпаліна; ros. Сипалино) – chutor na Białorusi, w obwodzie witebskim, w rejonie szarkowszczyńskim, w sielsowiecie Łużki.

## Historia
W czasach zaborów w powiecie dzisieńskim, w guberni wileńskiej Imperium Rosyjskiego.
W latach 1921–1945 wieś leżała w Polsce, w województwie wileńskim, w powiecie dziśnieńskim, w gminie Czerniewicze, a od 1929 w gminie Łużki.
Według Powszechnego Spisu Ludności z 1921 roku zamieszkiwały tu 33 osoby, 9 było wyznania rzymskokatolickiego, a 34 prawosławnego. Jednocześnie 8 mieszkańców zadeklarowało polską, a 35 białoruską przynależność narodową. Były tu 4 budynki mieszkalne. W 1931 w 6 domach zamieszkiwały 34 osoby.
Wierni należeli do parafii rzymskokatolickiej i prawosławnej w Czerniewiczach. Miejscowość podlegała pod Sąd Grodzki w Łużkach i Okręgowy w Wilnie; właściwy urząd pocztowy mieścił się w Łużkach.
W wyniku napaści ZSRR na Polskę we wrześniu 1939 miejscowość znalazła się pod okupacją sowiecką. 2 listopada została włączona do Białoruskiej SRR. Od czerwca 1941 roku pod okupacją niemiecką. W 1944 miejscowość została ponownie zajęta przez wojska sowieckie i włączona do obwodu mińskiego Białoruskiej SRR.
Od 1991 w składzie niepodległej Białorusi.